# 駿馬赤兎
駿馬 赤兎（しゅんば せきと、1981年12月18日 - ）は、石川県珠洲市出身で伊勢ヶ濱部屋（入門時は間垣部屋）に所属した元大相撲力士。本名は中板 秀二（なかいた しゅうじ）。現役時代の体格は身長165cm、体重103kg、血液型はA型。最高位は東幕下22枚目（2017年5月場所）。

## 略歴
実家は電器店。珠洲市立飯田小学校1年のときから相撲を始め、珠洲市立緑丘中学校・石川県立飯田高校でも相撲を続けた。杏林大学外国語学部中国語学科入学後は、自身の体格が当時の新弟子検査の合格基準を満たしていなかったため、相撲部には所属せず、一般の学生と共に学業に勤しんでいた。卒業後は､中国･江蘇省連雲港市の日本語学校の教師に内定していたが、大学在学中の2001年より第2新弟子検査が発足したことで、少年期の夢であった角界入門が再燃し、教師内定試験を蹴って入門を決意。2004年3月場所で間垣部屋から初土俵を踏む。初土俵時の四股名は本名と同じ「中板」。同期生には木村山、磋牙司、里山、白乃波、益荒海、大岩戸、高見藤らがいる。
2005年11月場所は序二段で7戦全勝し、竜聖との優勝決定戦も制して序二段優勝。翌2006年1月場所から三段目に昇格するが定着できず、初めて序二段に落ちた同年7月場所から四股名を「駿馬」に改める。中国から若勝獅が入門すると通訳を買って出たほか、脳梗塞の影響で体が不自由になった間垣の身辺の世話も行った。
2007年11月場所を怪我で全休してしばらく番付が下がっていたが、2008年9月場所以降は三段目に定着した。2012年9月場所は負傷のため、7番相撲を休場し、千秋楽が不戦敗となった。場所後に所属している間垣部屋が閉鎖されることが決まっていた2013年3月場所では、三段目の下位の番付ではあったが5勝2敗と勝ち越し、間垣部屋力士としての有終の美を飾った。場所後の同年3月25日に間垣部屋閉鎖に伴い伊勢ヶ濱部屋へ移籍した。
2008年9月場所に三段目に復帰して以降は、ほぼ大勝ち・大負けもなく10年近くに亘り三段目に在位した。しかし2016年11月場所で5勝、翌2017年1月場所では6勝と好成績を続け番付が急上昇。同年3月場所、史上最高齢となる35歳2か月での新幕下昇進（東幕下51枚目）を果たした。その3月場所では6勝1敗の好成績を残し、30歳以上で幕下に昇進した力士として史上初となる勝ち越しを果たした。しかし、翌5月場所からは2場所続けて1勝6敗と大敗を喫して三段目に陥落。2018年7月場所では10年ぶりの序二段落ちを経験した。2019年5月場所限りで引退。
引退後は、間垣部屋の兄弟子だった元十両・若天狼が経営法人の社長を務め、元若ノ城が責任者を務めるデイケア施設の介護士となった。「脳内出血で倒れた師匠（18代間垣、2代目若乃花）をマッサージしたり、けがで番付を下げた照ノ富士の話し相手や世話もしてきた」現役時代の目配り・気配りを生かしたケアが評価されている。2022年3月の報道では、職場であるデイサービス施設の管理者となり、若天狼と若ノ城がサポートをしていると報じられた。
2019年6月よりお相撲さんプロモーションズ所属となっているほか、力士セカンドキャリア推進協会が行っている引退した力士の就職相談にも関わり、角界と一般社会の生活の違いを教えているという。

## エピソード
- 同じ間垣部屋出身の照ノ富士（間垣部屋在籍時は「若三勝」）が関取に昇進して以降は付け人を務め、大関の参謀役となった。照ノ富士が取的であった時には稽古相手も務め、最初の方は自身の方が強かったという[12]。
- 新弟子検査時は167cmの基準を満たしていたが、一時期162cmまで縮んだ時期もあり、身長の変動が激しい力士であった[3]。
- 2019年に結婚。引退の5月場所は休場となったが、同年初場所に相手女性と家族を升席に招待し、断髪前日に両家顔合わせの食事会をしたという[11]。
- 引退後、自身の使用していたサガリを照ノ富士に譲った。そのサガリは、照ノ富士が使用した後に、2020年1月場所では翠富士が[13]、同年3月場所では錦富士が使用した[14]。
- 本場所中は、同じデイサービス施設で働く若兎馬とともに照ノ富士応援動画を毎日アップロードしている（2020年3月場所より7月場所まではYoutubeまるすチャンネル、9月場所からはスモプロ-お相撲さんプロモーションズチャンネル）。また、たけひこチャンネルの4本の動画に出演し、照ノ富士の付け人をしていた現役時代について話している。

## 主な成績
- 通算成績：304勝301敗25休（91場所）
- 各段優勝：序二段1回（2005年11月場所）

| | 一月場所 初場所（東京） | 三月場所 春場所（大阪）   | 五月場所 夏場所（東京）   | 七月場所 名古屋場所（愛知） | 九月場所 秋場所（東京） | 十一月場所 九州場所（福岡） |
| --- | ----------------------- | ------------------------- | ------------------------- | --------------------------- | ----------------------- | --------------------------- |
| 2004年 （平成16年） | x                       | （前相撲）                | 西序ノ口23枚目 6–1        | 東序二段69枚目 5–2          | 東序二段27枚目 4–3      | 東序二段4枚目 3–4           |
| 2005年 （平成17年） | 東序二段24枚目 2–5      | 西序二段51枚目 3–4        | 東序二段65枚目 4–3        | 東序二段42枚目 4–3          | 東序二段20枚目 2–5      | 東序二段48枚目 優勝 7–0     |
| 2006年 （平成18年） | 西三段目47枚目 3–4      | 東三段目62枚目 1–6        | 東三段目96枚目 1–6        | 東序二段37枚目 5–2          | 東三段目100枚目 3–4     | 東序二段21枚目 5–2          |
| 2007年 （平成19年） | 東三段目87枚目 3–4      | 西序二段2枚目 6–1         | 西三段目41枚目 5–2        | 東三段目18枚目 3–4          | 東三段目33枚目 2–5      | 西三段目57枚目 休場 0–0–7   |
| 2008年 （平成20年） | 西序二段17枚目 3–4      | 東序二段37枚目 3–4        | 東序二段56枚目 4–3        | 東序二段32枚目 5–2          | 東三段目96枚目 4–3      | 東三段目74枚目 3–4          |
| 2009年 （平成21年） | 東三段目94枚目 5–2      | 東三段目62枚目 4–3        | 西三段目43枚目 5–2        | 東三段目18枚目 2–5          | 西三段目46枚目 4–3      | 東三段目29枚目 3–4          |
| 2010年 （平成22年） | 西三段目44枚目 3–4      | 西三段目57枚目 2–5        | 東三段目84枚目 4–3        | 西三段目65枚目 6–1          | 西三段目9枚目 3–4       | 東三段目22枚目 2–5          |
| 2011年 （平成23年） | 西三段目49枚目 3–4      | 八百長問題 により中止     | 東三段目70枚目 3–4        | 西三段目78枚目 6–1          | 東三段目17枚目 4–3      | 西三段目3枚目 2–5           |
| 2012年 （平成24年） | 東三段目28枚目 4–3      | 西三段目14枚目 4–3        | 西三段目5枚目 2–5         | 東三段目30枚目 4–3          | 東三段目16枚目 2–5      | 東三段目45枚目 0–4–3        |
| 2013年 （平成25年） | 東三段目96枚目 4–3      | 東三段目76枚目 5–2        | 西三段目43枚目 3–4        | 西三段目59枚目 3–4          | 西三段目77枚目 4–3      | 西三段目58枚目 3–4          |
| 2014年 （平成26年） | 西三段目73枚目 4–3      | 西三段目53枚目 3–4        | 西三段目71枚目 3–4        | 東三段目84枚目 3–4          | 東三段目100枚目 5–2     | 東三段目66枚目 5–2          |
| 2015年 （平成27年） | 東三段目36枚目 3–4      | 西三段目52枚目 5–2        | 東三段目26枚目 5–2        | 東三段目筆頭 3–4            | 西三段目15枚目 4–3      | 東三段目5枚目 3–4           |
| 2016年 （平成28年） | 西三段目18枚目 0–7      | 東三段目69枚目 4–3        | 西三段目53枚目 4–3        | 西三段目38枚目 3–4          | 東三段目56枚目 3–4      | 東三段目68枚目 5–2          |
| 2017年 （平成29年） | 西三段目35枚目 6–1      | 東幕下51枚目 6–1          | 東幕下22枚目 1–6          | 東幕下48枚目 1–6            | 西三段目22枚目 4–3      | 東三段目9枚目 3–4           |
| 2018年 （平成30年） | 東三段目27枚目 3–3–1    | 西三段目42枚目 1–6        | 西三段目78枚目 2–5        | 西序二段4枚目 4–3           | 東三段目85枚目 2–5      | 西序二段12枚目 3–4          |
| 2019年 （平成31年 /令和元年） | 西序二段32枚目 4–3      | 西序二段11枚目 休場 0–0–7 | 西序二段81枚目 引退 0–0–7 | x                           | x                       | x                           |
| 各欄の数字は、「勝ち-負け-休場」を示す。 優勝 引退 休場 十両 幕下 三賞：敢=敢闘賞、殊=殊勲賞、技=技能賞 その他：★=金星 番付階級：幕内 - 十両 - 幕下 - 三段目 - 序二段 - 序ノ口 幕内序列：横綱 - 大関 - 関脇 - 小結 - 前頭（「#数字」は各位内の序列） |                         |                           |                           |                             |                         |                             |

## 改名歴
- 中板 秀二（なかいた しゅうじ） 2004年3月場所 - 2006年5月場所
- 駿馬 秀二（しゅんば - ） 2006年7月場所 - 2008年1月場所
- 駿馬 赤兎（しゅんば せきと） 2008年3月場所 - 2019年5月場所